# 27. Kongress der Vereinigten Staaten
Der 27. Kongress der Vereinigten Staaten, bestehend aus dem Repräsentantenhaus und dem Senat, war die Legislative der Vereinigten Staaten. Seine Legislaturperiode dauerte vom 4. März 1841 bis zum 4. März 1843. Alle Abgeordneten des Repräsentantenhauses sowie ein Drittel der Senatoren (Klasse II) waren 1840 bei den Kongresswahlen gewählt worden. Dabei ergab sich in beiden Kammern eine Mehrheit für die Whig Party. Die Demokratische Partei musste sich mit der Rolle als Oppositionspartei abfinden. Der Kongress tagte in der amerikanischen Bundeshauptstadt Washington, D.C. Die Vereinigten Staaten bestanden damals aus 26 Bundesstaaten. Präsidenten waren William Henry Harrison und nach dessen Tod John Tyler. Die Sitzverteilung im Repräsentantenhaus basierte auf der Volkszählung von 1830.

## Wichtige Ereignisse
Siehe auch 1841 1842 und 1843
- 4. März 1841: Beginn der Legislaturperiode des 27. Kongresses. Gleichzeitig wird der neue Präsident William H. Harrison in sein Amt eingeführt. Er löst Martin Van Buren ab.
- Während der gesamten Legislaturperiode gehen die Indianerkriege weiter.
- 4. April 1841: Nach nur einem Monat im Amt verstirbt Präsident Harrison. Nachfolger wird Vizepräsident John Tyler. Damit stirbt zum ersten Mal in der amerikanischen Geschichte ein Präsident im Amt. In der Folge entsteht ein Zwist über die Position eines vom Vizepräsidenten aufgestiegenen Präsidenten. Es geht um Rechte und Befugnisse sowie um die Anrede. Tyler schafft einen Präzedenzfall. Er nennt sich ganz normal Präsident und nicht Acting (amtierender) Präsident. Außerdem nimmt er die regulären präsidialen Aufgaben war. So halten es in der Folge alle amerikanischen Präsidenten, die vorzeitig aus dem Amt des Vizepräsidenten in das höchste Staatsamt nachrücken.
- 19. Mai 1842: In Rhode Island kommt es zur sogenannten Dorr Rebellion.
- 9. August 1842: Mit dem Webster-Ashburton-Treaty wird die Grenze östlich der Rocky Mountains zwischen den USA und dem britischen Kanada festgelegt.
- 1842: Bei den Kongresswahlen in den USA gewinnen die Whig Party die Mehrheit im Senat und die Demokratische Partei im Repräsentantenhaus.

## Die wichtigsten Gesetze
In den Sitzungsperioden des 27. Kongresses wurden unter anderem folgende Bundesgesetze verabschiedet (siehe auch: Gesetzgebungsverfahren):
- 19. April 1841: Bankruptcy Act of 1841
- 4. September 1841: Preemption Act of 1841
- 4. August 1842: Armed Occupation Act
- 30. August 1842: Tariff of 1842

## Zusammensetzung nach Parteien

### Senat
- Demokratische Partei: 22
- Whig Party: 29
- Sonstige: 0
- Vakant: 1

Gesamt: 52 Stand am Ende der Legislaturperiode

### Repräsentantenhaus
- Demokratische Partei: 98
- Whig Party: 142
- Unabhängiger Demokrat: 1
- Unabhängiger: 1

Gesamt: 242 Stand am Ende der Legislaturperiode
Außerdem gab es noch drei nicht stimmberechtigte Kongressdelegierte.

## Amtsträger

### Senat
- Präsident des Senats: John Tyler (W) bis zum 4. April 1841. Danach war das Amt vakant.
- Präsident pro tempore: William R. King (D) bis 11. März 1841, dann Samuel L. Southard (W) bis zum 31. Mai 1842 und danach Willie Person Mangum (W).

### Repräsentantenhaus
- Sprecher des Repräsentantenhauses: John White (W)

## Senatsmitglieder
Im 27. Kongress vertraten folgende Senatoren ihre jeweiligen Bundesstaaten:
| Alabama - 2. William R. King (D) - 3. Clement Comer Clay (D) bis zum 15. November 1841 - Arthur Bagby (D) ab dem 24. November 1841 Arkansas - 2. William Savin Fulton (D) - 3. Ambrose Hundley Sevier (D) Connecticut - 1. Jabez W. Huntington (W) - 3. Perry Smith (D) Delaware - 1. Richard H. Bayard (W) - 2. Thomas Clayton (W) Georgia - 2. John MacPherson Berrien (W) - 3. Alfred Cuthbert (D) Illinois - 2. Samuel McRoberts (D) - 3. Richard M. Young (D) Indiana - 1. Albert Smith White (W) - 3. Oliver H. Smith (W) Kentucky - James Morehead (W) - 3. Henry Clay (W) bis zum 31. März 1842 - John J. Crittenden (W) ab dem 31. März 1842 Louisiana - 2. Alexander Barrow (W) - 3. Alexander Mouton (D) bis zum 1. März 1842 - Charles Magill Conrad (W) ab dem 14. April 1842 Maine - 1. Reuel Williams (D) bis zum 15. Februar 1843 - 2. George Evans (W) Maryland - 1. William Duhurst Merrick (W) - 3. John Leeds Kerr (W) Massachusetts - 1. Rufus Choate (W) - 2. Isaac C. Bates (W) Michigan - 1. Augustus Seymour Porter (W) - 2. William Woodbridge (W) | Mississippi - 1. John Henderson (W) - 2. Robert J. Walker (D) Missouri - 1. Thomas Hart Benton (D) - 3. Lewis F. Linn (D) New Hampshire - 2. Levi Woodbury (D) - 3. Franklin Pierce (D) bis zum 28. Februar 1842 - Leonard Wilcox (D) ab dem 1. März 1842 New Jersey - 1. Samuel L. Southard (W) bis zum 26. Juni 1842 - William L. Dayton (W) ab dem 2. Juli 1842 - 2. Jacob W. Miller (W) New York - 1. Nathaniel Pitcher Tallmadge (W) - 3. Silas Wright (D) North Carolina - 2. Willie Person Mangum (W) - 3. William Alexander Graham (W) Ohio - 1. Benjamin Tappan (D) - 3. William Allen (D) Pennsylvania - 1. Daniel Sturgeon (D) - 3. James Buchanan (D) Rhode Island - 1. Nathan Dixon (W) bis zum 29. Januar 1842 - William Sprague (W) ab dem 18. Februar 1842 - 2. James F. Simmons (W) South Carolina - 2. John C. Calhoun (D) - 3. William C. Preston (W) bis zum 29. November 1842 - George McDuffie (D) ab dem 23. Dezember 1842 Tennessee - 1. Alfred Nicholson (D) bis zum 7. Februar 1842, danach Vakanz - 2. Vakant Vermont - 1. Samuel S. Phelps (W) - 3. Samuel Prentiss (W) bis zum 11. April 1842 - Samuel C. Crafts (W) ab dem 23. April 1842 Virginia - 1. William Cabell Rives (W) - 2. William S. Archer (W) |

## Mitglieder des Repräsentantenhauses
Folgende Kongressabgeordnete vertraten im 27. Kongress die Interessen ihrer jeweiligen Bundesstaaten:
| Alabama Staatsweite Wahlen - Reuben Chapman (D) - George S. Houston (D) - Dixon Hall Lewis (D) - William Winter Payne (D) - Benjamin Glover Shields (D) Arkansas Staatsweite Wahl - Edward Cross (D) Connecticut 6 Wahlbezirke - 1. Joseph Trumbull (W) - 2. William Whiting Boardman (W) - 3. Thomas Wheeler Williams (W) - 4. Thomas Osborne (W) - 5. Truman Smith (W) - 6. John H. Brockway (W) Delaware Staatsweite Wahl - George B. Rodney (W) Georgia Staatsweite Wahlen - Julius Caesar Alford (W) bis zum 1. Oktober 1841 - Edward Junius Black (W) ab dem 3. Januar 1842 - William Crosby Dawson (D) bis zum 13. November 1841 - Walter T. Colquitt (D) ab dem 3. Januar 1842 - Thomas Flournoy Foster (D) - Roger Lawson Gamble (W) - Richard W. Habersham (W) bis zum 2. Dezember 1842 - George Walker Crawford (W) ab dem 7. Januar 1843 - James Archibald Meriwether (W) - Eugenius Aristides Nisbet (W) bis zum 12. Oktober 1841 - Mark Anthony Cooper (D) ab dem 3. Januar 1842 - Lott Warren (W) Illinois 3 Wahlbezirke - 1. John Reynolds (W) - 2. Zadok Casey (unabhängiger Demokrat) - 3. John T. Stuart (W) Indiana 7 Wahlbezirke - 1. George H. Proffit (W) - 2. Richard W. Thompson (W) - 3. Joseph L. White (W) - 4. James H. Cravens (W) - 5. Andrew Kennedy (D) - 6. David Wallace (W) - 7. Henry Smith Lane (W) Kentucky 13 Wahlbezirke - 1. Linn Boyd (D) - 2. Philip Triplett (W) - 3. Joseph R. Underwood (W) - 4. Bryan Owsley (W) - 5. John Burton Thompson (W) - 6. Willis Green (W) - 7. John Pope (W) - 8. James Sprigg (W) - 9. John White (W) - 10. Thomas F. Marshall (W) - 11. Landaff Andrews (W) - 12. Garrett Davis (W) - 13. William Orlando Butler (D) Louisiana 3 Wahlbezirke - 1. Edward White (W) - 2. John Bennett Dawson (D) - 3. John Moore (W) Maine 8 Wahlbezirke - 1. Nathan Clifford (D) - 2. William P. Fessenden (W) - 3. Benjamin Randall (D) - 4. David Bronson (W) ab dem 31. Mai 1841 - 5. Nathaniel Littlefield (D) - 6. Alfred Marshall (D) - 7. Joshua A. Lowell (D) - 8. Elisha Hunt Allen (W) Maryland 7 Wahlbezirke. Der 4. Wahlkreis stellte zwei Abgeordnete - 1. Isaac Dashiell Jones (W) - 2. James Pearce (W) - 3. James Wray Williams (D) bis zum 2. Dezember 1842 - Charles S. Sewall (D) ab dem 2. Januar 1843 - 4A. John P. Kennedy (W) - 4B. Alexander Randall (W) - 5. William Cost Johnson (W) - 6. John Mason (D) - 8. Augustus Rhodes Sollers (W) Massachusetts 12 Wahlbezirke - 1. Robert Charles Winthrop (W) bis zum 25. Mai 1842 - Nathan Appleton (W) vom 9. Juni bis 28. September 1842 - Robert Charles Winthrop (W) ab dem 29. November 1842 - 2. Leverett Saltonstall (W) - 3. Caleb Cushing (W) - 4. William Parmenter (D) - 5. Levi Lincoln Jr. (W) bis zum 16. März 1841 - Charles Hudson (W) ab dem 3. Mai 1841 - 6. Osmyn Baker (W) - 7. George N. Briggs (W) - 8. William B. Calhoun (W) - 9. William Soden Hastings (W) bis zum 17. Juni 1842 - 10. Nathaniel B. Borden (W) - 11. Barker Burnell (W) - 12. John Quincy Adams (W) Michigan Staatsweite Wahl - Jacob M. Howard (W) Mississippi Staatsweite Wahlen - William M. Gwin (D) - Jacob Thompson (D) Missouri Staatsweite Wahlen - John Cummins Edwards (D) - John Miller (D) New Hampshire Alle Abgeordneten wurden staatsweit gewählt. - Charles G. Atherton (D) - Edmund Burke (D) - Ira Allen Eastman (D) - John Randall Reding (D) - Tristram Shaw (D) New Jersey Alle Abgeordneten wurden staatsweit gewählt - John Bancker Aycrigg (W) - William Halstead (W) - Joseph Maxwell (D) - Joseph Fitz Randolph (W) - Charles C. Stratton (W) - Thomas J. Yorke (D) New York 33 Wahlbezirke. Der 3. Wahlbezirk stellte vier Abgeordnete und der 8. 17. 22. und 23. jeweils zwei. - 1. Charles A. Floyd (D) - 2. Joseph Egbert (D) - 3A. Charles G. Ferris (D) - 3B. John McKeon (D) - 3C. James I. Roosevelt (D) - 3D. Fernando Wood (D) - 4. Aaron Ward (D) - 5. Richard D. Davis (D) - 6. James G. Clinton (D) - 7. John Van Buren (D) - 8A. Jacob Houck (D) - 8B. Robert McClellan (D) - 9. Hiram P. Hunt (W) - 10. Daniel D. Barnard (W) - 11. Archibald L. Linn (W) - 12. Bernard Blair (W) - 13. Thomas A. Tomlinson (W) - 14. Henry Bell Van Rensselaer (W) - 15. John Sanford (D) - 16. Andrew W. Doig (D) - 17A. David P. Brewster (D) - 17B. John G. Floyd (D) - 18. Thomas C. Chittenden (W) - 19. Samuel S. Bowne (D) - 20. Samuel Gordon (D) - 21. John C. Clark (W) - 22A. Samuel Partridge (D) - 22B. Lewis Riggs (D) - 23A. Victory Birdseye (W) - 23B. A. Lawrence Foster (W) - 24. Christopher Morgan (W) - 25. John Maynard (W) - 26. Francis Granger (W) bis zum 5. März 1841 - John Greig (W) Vom 21. Mai und dem 25. Sep. 1841 - Francis Granger (W) ab dem 27. November 1841 - 27. William M. Oliver (D) - 28. Timothy Childs (W) - 29. Seth M. Gates (W) - 30. John Young (W) - 31. Staley N. Clarke (W) - 32. Millard Fillmore (W) - 33. Alfred Babcock (W) | North Carolina 13 Wahlbezirke - 1. Kenneth Rayner (W) - 2. John Daniel (D) - 3. Edward Stanly (W) - 4. William Henry Washington (W) - 5. James Iver McKay (D) - 6. Archibald Hunter Arrington (D) - 7. Edmund Deberry (W) - 8. Romulus Mitchell Saunders (D) - 9. Augustine Henry Shepperd (W) - 10. Abraham Rencher (W) - 11. Greene Washington Caldwell (D) - 12. James Graham (W) - 13. Lewis Williams (W) bis zum 23. Februar 1842 - Anderson Mitchell (W) ab dem 27. April 1842 Ohio 19 Wahlbezirke - 1. Nathanael G. Pendleton (W) - 2. John B. Weller (D) - 3. Patrick Gaines Goode (W) - 4. Jeremiah Morrow (W) - 5. William Doan (D) - 6. Calvary Morris (W) - 7. William Russell (W) - 8. Joseph Ridgway (W) - 9. William Medill (D) - 10. Samson Mason (W) - 11. Benjamin S. Cowen (W) - 12. Joshua Mathiot (W) - 13. James Mathews (D) - 14. George Sweeny (D) - 15. Sherlock James Andrews (W) - 16. Joshua Reed Giddings (W) Mit einer Unterbrechung vom 23. März bis zum 5. Dez. 1842 - 17. John Hastings (D) - 18. Ezra Dean (D) - 19. Samuel Stokely (W) Pennsylvania 25 Wahlbezirke. Der 2. Wahlbezirk stellte Abgeordnete und der 4. drei. - 1. Charles Brown (D) - 2A. George Washington Toland (W) - 2B. John Sergeant (W) bis zum 15. September 1841 - Joseph Reed Ingersoll (W) ab dem 12. Oktober 1841 - 3. Charles Jared Ingersoll (D) - 4A. Jeremiah Brown (W) - 4B. John Edwards (W) - 4C. Francis James (W) - 5. Joseph Fornance (D) - 6. Robert Ramsey (W) - 7. John Westbrook (D) - 8. Peter Newhard (D) - 9. George May Keim (D) - 10. William Simonton (W) - 11. James Gerry (D) - 12. James Cooper (W) - 13. Amos Gustine (D) - 14. James Irvin (W) - 15. Benjamin Alden Bidlack (D) - 16. John Snyder (D) - 17. Davis Dimock (D) bis zum 13. Januar 1842 - Almon Heath Read (D) ab dem 18. März 1842 - 18. Charles Ogle (W) bis zum 10. Mai 1841 - Henry Black (W) vom 28. Juni bis zum 28. Nov 1841 - James McPherson Russell (W) ab dem 21. Dezember 1841 - 19. Albert Gallatin Marchand (D) - 20. Enos Hook (D) bis zum 18. April 1841 - Henry White Beeson (D) ab dem 31. Mai 1841 - 21. Joseph Lawrence (W) bis zum 17. April 1842 - Thomas McKennan (W) ab dem 30. Mai 1842 - 22. William Wallace Irwin (W) - 23. William Jack (D) - 24. Thomas Henry (W) - 25. Arnold Plumer (D) Rhode Island Alle Abgeordneten wurden staatsweit gewählt. - Robert B. Cranston (W) - Joseph L. Tillinghast (W) South Carolina 9 Wahlbezirke - 1. Isaac E. Holmes (D) - 2. Robert Rhett (D) - 3. John Campbell (D) - 4. Sampson H. Butler (D) bis zum 27. September 1842 - Samuel W. Trotti (D) ab dem 17. Dezember 1842 - 5. Francis Wilkinson Pickens (D) - 6. William Butler (W) - 7. James Rogers (D) - 8. Thomas De Lage Sumter (D) - 9. Patrick C. Caldwell (D) Tennessee 13 Wahlbezirke - 1. Thomas Dickens Arnold (W) - 2. Abraham McClellan (D) - 3. Joseph Lanier Williams (W) - 4. Thomas Jefferson Campbell (W) - 5. Hopkins L. Turney (D) - 6. William B. Campbell (W) - 7. Robert L. Caruthers (W) - 8. Meredith Poindexter Gentry (W) - 9. Harvey Magee Watterson (D) - 10. Aaron V. Brown (D) - 11. Cave Johnson (D) - 12. Milton Brown (W) - 13. Christopher Harris Williams (W) Vermont 5 Wahlbezirke - 1. Hiland Hall (W) - 2. William Slade (W) - 3. Horace Everett (W) - 4. Augustus Young (W) - 5. John Mattocks (W) Virginia 21 Wahlbezirke - 1. Francis Mallory (W) - 2. George B. Cary (D) - 3. John Winston Jones (D) - 4. William Goode (D) - 5. Edmund W. Hubard (D) - 6. Walter Coles (D) - 7. William L. Goggin (W) - 8. Henry A. Wise (W) - 9. Robert Hunter (SRW) =States Right Whig - 10. John Taliaferro (W) - 11. John Botts (W) - 12. Thomas Walker Gilmer (W) - 13. Linn Banks (D) bis zum 6. Dezember 1841 - William Smith (D) ab dem 6. Dezember 1841 - 14. Cuthbert Powell (W) - 15. Richard W. Barton (W) - 16. William Harris (D) - 17. Alexander Stuart (W) - 18. George Washington Hopkins (D) - 19. George W. Summers (W) - 20. Samuel Lewis Hays (D) - 21. Lewis Steenrod (D) |

Nicht stimmberechtigte Mitglieder im Repräsentantenhaus:
- Florida-Territorium: David Levy Yulee (D)
- Iowa-Territorium: Augustus C. Dodge (D)
- Wisconsin-Territorium: Henry Dodge (D)